# McKinney Acres
McKinney Acres es un lugar designado por el censo del condado de Andrews, Texas, Estados Unidos. Según el censo de 2020, tiene una población de 852 habitantes.
En los Estados Unidos, un lugar designado por el censo (traducción literal de la frase en inglés census-designated place, CDP) es una concentración de población identificada por la Oficina del Censo exclusivamente para fines estadísticos.
En este caso, si bien desde el punto de vista administrativo la zona depende directamente del condado, en la práctica es un barrio de la ciudad de Andrews.

## Geografía
Está ubicado en las coordenadas 32°17′47″N 102°31′47″O / 32.29639, -102.52972 (32.296334, -102.52978). Según la Oficina del Censo, tiene una superficie de 4.3 km², correspondientes en su totalidad a tierra firme.

## Demografía
Según el censo de 2020, hay 852 personas residiendo en la zona. La densidad de población es de 200 hab./km².
| Raza                   | Núm. | Porc.   |
| ---------------------- | ---- | ------- |
| Blancos                | 422  | 49.53%  |
| Afroamericanos         | 5    | 0.59%   |
| Amerindios             | 11   | 1.29%   |
| De otras razas         | 199  | 23.36%  |
| De una mezcla de razas | 215  | 25.23%  |
| Total                  | 852  | 100.00% |

Del total de la población, el 68.31% son hispanos o latinos de cualquier raza.